# Сидни Меклохлин-Леврон
Сидни Меклохлин-Леврон (енгл. Sydney McLaughlin-Levrone; Њу Брансвик, 7. август 1999) је америчка атлетичарка, светска рекордерка у трци на 400 метара с препонама. Сидни је Олимпијска шампионка у Токију 2020. са рекордом Игара и Светска шампионка 2022. са тадашњим светским рекордом од 50,68 секунди. У Паризу 2024. је одбранила златну олимпијску медаљу и поставила нови светски рекорд у времену 50,37 секунди. Постављајући четири светска рекорда током 13 месеци, била је прва жена која је срушила границу од 52 секунде (јун 2021.) и границу од 51 секунде (јул 2022.). Освојила је сребрну медаљу на Светском првенству 2019. иза Далиле Мухамед. На поменута четири такмичења освојила је и злато у женској штафети 4 × 400 метара.
Са 15 година, Меклохлин је била светска првакиња за узраст до 18 година (млађе јуниорке). Она је 2016. године била најмлађа атлетичарка која се од 1980. квалификовала за амерички олимпијски тим. Тада је истрчала светски рекорд за млађе јуниорке (узраст до 18 година) у времену 54,15 секунди, који је тада био и светски рекорд за узраст до 20 година (категорија старијих јуниора). Од 2018. Сидни држи актуелни светски рекорд до 20 година од 53,60 секунди, као и најбољи резултат икад за једну јуниорку од 52,75 секунди, али овај резултат није ратификован као званични светски рекорд. Само две атлетичарке су трчале брже од 52 секунде, а Меклохлин-Леврон је једина која је пробила границу од 51 секунде. Она држи шест од девет најбржих времена икада истрчаних на 400 метара са препонама у женској конкуренцији. 
Године 2022, Меклохлин-Леврон је проглашена за спортисткињу године по избору Светске атлетике.

## Одрастање
Сидни Меклохлин је рођена у Њу Бранзвику, Њу Џерси, 7. августа 1999. Њен отац, Вили Меклохлин, био је полуфиналиста у трци на 400 метара на Олимпијским играма 1984. Њена мајка, Мери Нојмастер Меклохлин, трчала је 2:12 на 800 метара у средњој школи у Тонаванди, Њујорк.  
Сидни је одрасла у Данелену у Њу Џерсију. Почела је да трчи у раној младости, пратећи брата Тејлора и њихову старију сестру Морган. Њен старији брат Тејлор трчао је за Универзитет у Мичигену и освојио сребро на 400 метара са препонама на Светском првенству за јуниоре 2016. и био је део америчког олимпијског тима у Рију 2016. Њен млађи брат, Рајан, такође се бави атлетиком и имао је извесних успеха у крос тркама млађих категорија. 

## Професионална каријера
У јуну 2018, након годину дана на Универзитету у Кентакију, изгубила је право да се такмичи на колеџу како би постала професионална спортисткиња. Потписала је спонзорски уговор са клубом Њу Баланс (енгл. New Balance) у октобру исте године.  Добила је уговор на око 1,5 милиона долара годишње основне плате. Уместо да ангажује агента специјализованог за спортисте, Меклохлин је склопила уговор са фирмом Вилијам Морис Ендевор, која обично представља холивудске звезде.
Сидни данас тренира контроверзни  тренер Боб Керзи, чији су успеси углавном били са атлетичаркама.

### 400 метара са препонама
У јуну 2022. оборила је сопствени светски рекорд; трчећи време од 51,41 на Хејворд Филду у Јуџину, Орегон. Месец дана касније на Светском првенству, такође на Хејворд филду, поново је оборила сопствени светски рекорд са временом од 50,68 секунди и понела титулу светског шампиона. На олимпијским играма у Паризу 2024. Сидни је истрчала данас актуелни светски рекорд од 50,37 када је победила у финалу трке на 400 м са препонама.

### 400 метара
Дана 9. јуна 2023. године, у својој првој трци на 400 метара као професионалац, Меклохлин-Леврон је трчала 49,71 секунду и завршила као друга иза Марилејди Паулино на митингу Дијамантске лиге у Паризу. Касније тог месеца, Меклохлин-Леврон је трчала 49,51 секунди у Њујорку, да би 8. јула 2023. године, у Јуџину истрчала најбржу трку године на 400 метара у времену 48,74 секунде.

### Штафета 4 X 400 метара
Меклохлин је предводила америчку штафету 4 X 400 метара у освајању златне медаље на Олимпијским играма у Паризу 2024. Меклохлин је трчала другу измену штафете у летећем старту и своју деоницу од 400 метара завршила у времену 47.71 секунди. Победничко време америчке штафете било је 2:15,27, само 10 стотинки спорије од светског рекорда којег држи штафета Совјетског Савеза од 1988. и финала Олимпијских игара у Сеулу.

## Достигнућа
Информације са профила Сидни Меклохлин-Леврон на сајту Светске атлетике.

### Лични рекорди
| Стаза                                | Дисциплина    | Време (секунде.стотинке) | Датум             | Место                      | Напомене                              |
| ------------------------------------ | ------------- | ------------------------ | ----------------- | -------------------------- | ------------------------------------- |
| На отвореном                         | 400 м препоне | 50,37                    | 8. август 2024.   | Париз, Француска           | Светски рекорд                        |
| На отвореном                         | 300 м препоне | 38,90                    | 9. април 2017.    | Аркадија, Калифорнија, САД | Северноамерички рекорд                |
| На отвореном                         | 100 м препоне | 12,65                    | 9. мај 2021.      | Волнат, САД                |                                       |
| На отвореном                         | 400 метара    | 48,74                    | 8. јул 2023.      | Јуџин, САД                 |                                       |
| На отвореном                         | 200 метара    | 22,39                    | 29. март 2018.    | Гејнсвил, САД              |                                       |
| На отвореном                         | 100 метара    | 11,07                    | 13. април 2018.   | Ноксвил, САД               |                                       |
| У дворани                            | 60 м препоне  | 8,17                     | 15. март 2015.    | Њујорк, САД                |                                       |
| У дворани                            | 400 метара    | 50,36                    | 10. март 2018.    | Колеџ Стејшн, САД          | Северноамерички јуниорски рекорд      |
| У дворани                            | 300 метара    | 36,12                    | 8. децембар 2017. | Блумингтон, САД            | Светски јуниорски рекорд              |
| У дворани                            | 200 метара    | 22,68                    | 9. март 2018.     | Колеџ Стејшн, САД          |                                       |
| Достигнућа у јуниорској конкуренцији |               |                          |                   |                            |                                       |
| На отвореном                         | 400 м препоне | 54,15                    | 10. јул 2016.     | Јуџин, САД                 | Светски рекорд за узраст до 18 година |
| На отвореном                         | 400 м препоне | 53,60                    | 27. април 2018.   | Фејетвил, САД              | Светски рекорд за узраст до 20 година |

### Међународна првенства
| Година | Такмичење                          | Место                  | Позиција | Дисциплина      | Резултат | Белешка                |
| ------ | ---------------------------------- | ---------------------- | -------- | --------------- | -------- | ---------------------- |
| 2015.  | Светско првенство за млађе јуниоре | Кали, Колумбија        | 1.       | 400 м препоне   | 55,94    | (рекорд шампионата)    |
| 2016.  | Олимпијске игре                    | Рио де Жанеиро, Бразил | 17.      | 400 м препоне   | 56,22    |                        |
| 2019.  | Светско првенство                  | Доха, Катар            | 2.       | 400 м препоне   | 52,23    |                        |
| 2019.  | Светско првенство                  | Доха, Катар            | 1.       | Штафета 4x400 м | 3:18.92  |                        |
| 2021.  | Олимпијске игре                    | Токио, Јапан           | 1.       | 400 м препоне   | 51,46    | ОР + СР                |
| 2021.  | Олимпијске игре                    | Токио, Јапан           | 1.       | Штафета 4x400 м | 3:16,85  |                        |
| 2022.  | Светско првенство                  | Јуџин, САД             | 1.       | 400 м препоне   | 50,68    | СР                     |
| 2022.  | Светско првенство                  | Јуџин, САД             | 1.       | Штафета 4x400 м | 3:17,79  |                        |
| 2024.  | Олимпијске игре                    | Париз, Француска       | 1.       | 400 м препоне   | 50,37    | СР                     |
| 2024.  | Олимпијске игре                    | Париз, Француска       | 1.       | Штафета 4x400 м | 3:15,27  | Северноамерички рекорд |

*Сидни је одустала од Светског првенства у атлетици 2023. због повреде колена.

### Напредовање личног рекорда Сидни Меклохлин-Леврон на 400 м препоне
| Година | Време | Место               | Датум      | Напомене |
| ------ | ----- | ------------------- | ---------- | -------- |
| 2014.  | 55,63 | Јуџин, САД          | 6. јул     |          |
| 2015.  | 55,28 | Лајл, САД           | 1. јул     |          |
| 2016.  | 54,46 | Гринсборо, САД      | 19. јун    |          |
| 2016.  | 54,15 | Јуџин, САД          | 10. јул    |          |
| 2017.  | 54,03 | Ег Харбор Сити, САД | 2. јун     |          |
| 2017.  | 53,82 | Сакраменто, САД     | 25. јун    |          |
| 2018.  | 53,60 | Фејетвил, САД       | 28. април  |          |
| 2018.  | 52,75 | Ноксвил, САД        | 13. мај    |          |
| 2019.  | 52,23 | Доха, Катар         | 4. октобар |          |
| 2021.  | 51,90 | Јуџин, САД          | 27. јун    | СР       |
| 2021.  | 51,46 | Токио, Јапан        | 4. август  | СР       |
| 2022.  | 51,41 | Јуџин, САД          | 25. јун    | СР       |
| 2022.  | 50,68 | Јуџин, САД          | 22. јул    | СР       |
| 2024.  | 50,65 | Јуџин, САД          | 30. јун    | СР       |
| 2024.  | 50,37 | Париз, Француска    | 8. август  | СР       |

### Напредовање личног рекорда Сидни Меклохлин-Леврон на 400 м
| Година | Време | Локација            | Датум    |
| ------ | ----- | ------------------- | -------- |
| 2014.  | 54,36 | Плејнфилд, САД      | 14. мај  |
| 2014.  | 54,08 | Томс Ривер, САД     | 24. мај  |
| 2014.  | 53,78 | Ег Харбор Сити, САД | 31. мај  |
| 2015.  | 52,59 | Саут Плејнфилд, САД | 30. мај  |
| 2016   | 52,44 | Ег Харбор Сити, САД | 3. јун   |
| 2016   | 51,87 | Беркли Хајтс, САД   | 8. јун   |
| 2018.  | 50,07 | Гејнсвил, САД       | 30. март |
| 2023.  | 49,71 | Париз, Француска    | 9. јун   |
| 2023.  | 49.51 | Њујорк, САД         | 24. јун  |
| 2023.  | 48,74 | Јуџин, САД          | 8. јул   |

## Лични живот
Сидни је удата за Андреа Леврона млађег, који је дипломирао на Универзитету у Вирџинији 2017. и играо три сезоне у НФЛ-у пре него што је напустио лигу.   Леврон и Меклохлин су се венчали у Медисону у Вирџинији 5. маја 2022.